# 被逐出隊伍的治癒師，其實是最強
《被逐出隊伍的治癒師，其實是最強》是由影茸所撰寫的日本輕小說。2018年5月30日開始在成為小說家吧連載。
2019年1月起經M Novels發行實體書，可可亞提燈擔綱插圖。改編漫畫由鳴海美和擔任作畫。2020年2月起於網路《咆吼曼斯達》開始連載。
2024年1月26日，宣佈將改編為電視動畫。並於同年3月宣佈由艾爾工作室擔任動畫製作，2024年10月開始播放。

## 故事簡介
在一流隊伍「閃電之劍」擔任治療師的主角，只會使用最初級的治癒術，卻因此遭到隊伍嫌棄被無情踢出小隊，並且還被其他冒險者笑稱「無能治療師」而受到眾人排擠。他不得已只能自行招募隊伍，沒想到卻意外遇到一位神采奕奕的武鬥家少女納瑠賽娜想要加入他的隊伍裡，兩人於是一起踏上屬於他們的冒險旅途。　

## 登場人物

### 主要角色
拉斯特（聲：小野賢章）
只會初級治癒術的治療師，本作的主角。曾在一流隊伍「閃電之劍」擔任補師，但因為只會初級治療術，不會高等、範圍治療術、解毒術而被隊伍開除。因為只能使用「治癒」魔法而被其他人視為無能，但透過努力和學習磨練了自己缺失的天賦，他掌握了多種知識和技巧，獲得了優秀冒險者的技能。在九頭龍狩獵中昏厥過後站起，其不明力量而將九頭龍砍殺。
納瑠賽娜（聲：前田佳織里）
本作女主角。初出茅廬的菜鳥武鬥家。戰鬥能力高強，是可以徒手擊敗魔獸的戰士。幼童時期曾發生意外事故，而被路過的主角所救，似乎跟主角有著某種無以言表的因緣。為了與主角組隊，派人去監視拉斯特，在拉斯特被逐出原先隊伍過後，留下書信給家人，踏上了與拉斯特的組隊冒險生活。因為與小時候見面的髮色不相同，而沒有被拉斯特認出來。
艾密雅（聲：立花日菜）
隸屬一流隊伍「閃電之劍」的少女魔法使，能使用無咏唱魔法。精神有些脆弱，很容易被周遭人的意見所左右。後來也跟主角發生一樣的境遇，被隊伍開除。九頭龍狩獵結束後，與萊拉、西格組成三人小隊。
萊拉（聲：朝井彩加）
隸屬一流隊伍「閃電之劍」的治療師。主角被驅除出隊伍後，她替補加入，成為隊伍裡的治療師。作為治療師的技能比拉斯特還要好，可以進行團體治療和遠距治療。九頭龍狩獵結束後，提出帶上艾密雅並答應西格的組隊要求。
西格（聲：梅原裕一郎）
隸屬一流隊伍「閃電之劍」的戰士。真實身分是王都公會本部的直屬冒險者，使用偽名「齊格」加入閃電之劍。他的劍術甚至超越了馬克魯斯。和萊拉是老朋友。九頭龍狩獵結束後，留守在馬塔特監視。事後要求萊拉與自己組隊。
馬克魯斯（聲：土岐隼一）
隸屬一流隊伍「閃電之劍」的劍士。在九頭龍狩獵過後，說出要將艾密雅人口販賣而西格被抓起來，拉斯特請求再給他們一次機會，於是與莎貝利亞兩人被驅離馬塔特。
莎貝莉亞（聲：橋本鞠衣）
隸屬一流隊伍「閃電之劍」的女盜賊。她愛上了馬克魯斯。但作為一名盜賊，與常人的常識相差甚遠，比馬克魯斯更有常識。在九頭龍狩獵過後，說出要將艾密雅人口販賣而西格被抓起來，拉斯特請求再給他們一次機會，於是與馬克魯斯兩人被驅離馬塔特。
雅瑪斯特（聲：引坂理繪）
冒險者公會瑪塔特支部的櫃台女職員。是個守財奴，不關心沒有錢的人。另一方面，她也是一個可靠的人，只要給錢，就會承擔超出公會界限的工作。在邪龍事件結束過後，當上了分部會長。
米斯特（聲：岩崎博）
精靈與迷宮城分會隊長。他的戰鬥力與拉瑪和羅納多不相上下。擅長失傳的技術。
漢森（聲：宮田俊哉）
身為米斯特的得力助手，管理分部的聰明人。在部門裡令人畏懼，因為他無情地斥責那些無法勝任工作的人。在遇到米斯特以前，跟拉斯特一樣被稱為「無能之人」。
拉露瑪（聲：田村由香里）
她被稱為「炎神」的頂尖女魔法師，拉斯特的師父，納瑠賽娜父親的朋友。然而，拉斯特並不具備成為魔法師的資格，並稱他為「愚蠢的弟子」。
羅納多（聲：三木真一郎）
頂尖劍士，西格的師父。他過去也曾教導過拉斯特，從這個意義上說，他也是拉斯特的老師。他認識拉瑪很久了，並隨時為她犧牲自己的生命。
希拉（聲：小坂井祐莉繪）
瑪莉的女兒。雖然是個小孩子，但會在旅館和餐廳幫忙，是個可靠的女孩。話不多，但有時也會說一些很有見地的話語。
瑪莉（聲：米村千冬）
在鎮上經營一家旅館和酒吧。有善良的一面，關心迷宮都市裡的迷宮孤兒。

## 出版書籍

### 輕小說
| 冊數 | 雙葉社        | 雙葉社                 |
| 冊數 | 發售日期      | ISBN                   |
| ---- | ------------- | ---------------------- |
| 1    | 2019年1月30日 | ISBN 978-4-575-24148-8 |
| 2    | 2019年6月28日 | ISBN 978-4-575-24187-7 |
| 3    | 2020年1月30日 | ISBN 978-4-575-24246-1 |
| 4    | 2020年8月31日 | ISBN 978-4-575-24319-2 |

### 漫畫
| 冊數 | 雙葉社         | 雙葉社                 |
| 冊數 | 發售日期       | ISBN                   |
| ---- | -------------- | ---------------------- |
| 1    | 2020年6月15日  | ISBN 978-4-575-41128-7 |
| 2    | 2020年12月15日 | ISBN 978-4-575-41185-0 |
| 3    | 2021年6月15日  | ISBN 978-4-575-41252-9 |
| 4    | 2021年12月15日 | ISBN 978-4-575-41335-9 |
| 5    | 2022年6月15日  | ISBN 978-4-575-41441-7 |
| 6    | 2022年12月28日 | ISBN 978-4-575-41559-9 |
| 7    | 2023年6月30日  | ISBN 978-4-575-41678-7 |
| 8    | 2023年12月28日 | ISBN 978-4-575-41793-7 |
| 9    | 2024年9月30日  | ISBN 978-4-575-41980-1 |
| 10   | 2025年4月30日  | ISBN 978-4-575-42114-9 |

## 電視動畫

### 製作人員
- 原作：影茸
- 原作漫畫：鳴海美和（作畫）
- 導演：大西景介
- 系列構成、劇本： 砂山藏澄
- 角色設計：水野友美子
- 色彩設計：渡部勇輔
- 美術監督：合六弘
- 美術設計：佐南友理、中村嘉博
- 攝影監督：村上優作
- 音響監督：鄉田穗積
- 音樂：谷直木、矢野達也
- 動畫製作：艾爾工作室（日语：スタジオエル）

### 主題曲
片頭曲最強? 最高! Brave My Heart
主唱：立花日菜，作詞：畑亞貴，作曲：，編曲：。
片尾曲Only
主唱：俊龍 feat Kotoha from Hakoniwalily，作詞：岩里祐穗，作曲：俊龍，編曲：藤永龍太郎。

### 各話列表
| 話數   | 標題                              | 分鏡        | 演出                | 作畫監督 | 總作畫監督                         | 首播日期       |
| ------ | --------------------------------- | ----------- | ------------------- | --- | ---------------------------------- | -------------- |
| 第1話  | 這場相遇 其實是重逢               | 大西景介    | 大西景介            | 國井實可子、丸山楓、山内玲奈、 樋口純一、小野晃、櫻井拓郎                                                                                            | 水野友美子                         | 2024年 10月6日 |
| 第2話  | 被逐出隊伍 其實是為了踏上新的旅途 | 大西景介    | 森田侑希            | 古池敏也、高橋紀子、白石悟、飯飼一幸 | 山内玲奈、 國井實可子              | 10月13日       |
| 第3話  | 那個魔法使 其實非常善良           | 高野紺      | 江之雅之            | 、坂卷貞彦 | 水野友美子、 國井實可子、 山内玲奈 | 10月20日       |
| 第4話  | 那場救援 其實是為了道別           | 黑田晃一郎  | 黑田晃一郎          | 國井實可子、樋口純一、與村忠美、 濱田勝、小野晃、山內玲奈、 水野友美子、YUKI、陳亮、李良勝                                                           | 水野友美子、 國井實可子、 山内玲奈 | 10月27日       |
| 第5話  | 那人的多管閒事 其實是基於不安     | 森義博      | 森義博              | 山內則康、鈴木捺世 | 水野友美子、 國井實可子、 山内玲奈 | 11月3日        |
| 第6話  | 那個委託 其實是重建自信的契機     |             | 日下直義            | 水野友美子、陳亮、樋口純一、王猛、 丸山楓、關鵬、菊地功一、過淑齡、 櫻井拓郎、徐闖、叶宇静、陳洁琼                                                   | 水野友美子、 國井實可子、 山内玲奈 | 11月10日       |
| 第7話  | 那次擦身而過 其實是為了邂逅       | Royden 島津 | 江上雅之            | 、坂卷貞彥 | 水野友美子、 國井實可子、 山内玲奈 | 11月17日       |
| 第8話  | 那個男人 其實是老相識             | 高野紺      | 森田優希            | 五十嵐俊介、高橋紀子、兼子秀敬、、 K | 水野友美子、 國井實可子、 山内玲奈 | 11月24日       |
| 第9話  | 那個師父 其實也是徒弟             | 黑田晃一郎  | 黑田晃一郎          | 興村忠美、山內則康、關鵬、李慶 | 水野友美子、 國井實可子、 山内玲奈 | 12月1日        |
| 第10話 | 那位大魔法師 其實另有盤算         | 森義博      | 森義博              | 山內則康、鈴木捺世 | 水野友美子、 國井實可子、 山内玲奈 | 12月8日        |
| 第11話 | 那場暴走 其實是破壞的開始         | 大畑晃一    | 粟井重紀            | 高橋平、約拿單、星野園 | 水野友美子、 國井實可子、 山内玲奈 | 12月15日       |
| 第12話 | 這場結束 其實是新的旅途的開始     | 大西景介    | 大西景介、 江上雅之 | 丸山楓、樋口純一、浜田勝、小野晃、 坂卷貞彦、魏旭龍、葉宇靜、 無錫旭陽動畫製作有限公司、、 無錫亮度塗鴉文化傳媒有限公司、 上海KADU文化傳播有限會社、 | 水野友美子、 國井實可子、 山内玲奈 | 12月22日       |

### BD
| 卷數 | 發行日期       | 收錄話數     | 規格編號  |
| ---- | -------------- | ------------ | --------- |
| 1    | 2024年12月27日 | 第1話—第4話  | GNXA-2561 |
| 2    | 2025年1月31日  | 第5話—第8話  | GNXA-2562 |
| 3    | 2025年2月28日  | 第9話—第12話 | GNXA-2563 |

## 外部連結
- 漫畫官方網站（日語）
- 動畫官方網站（日語）
- 被逐出隊伍的治癒師，其實是最強的X（前Twitter）（日語）